# Heinz Habeler

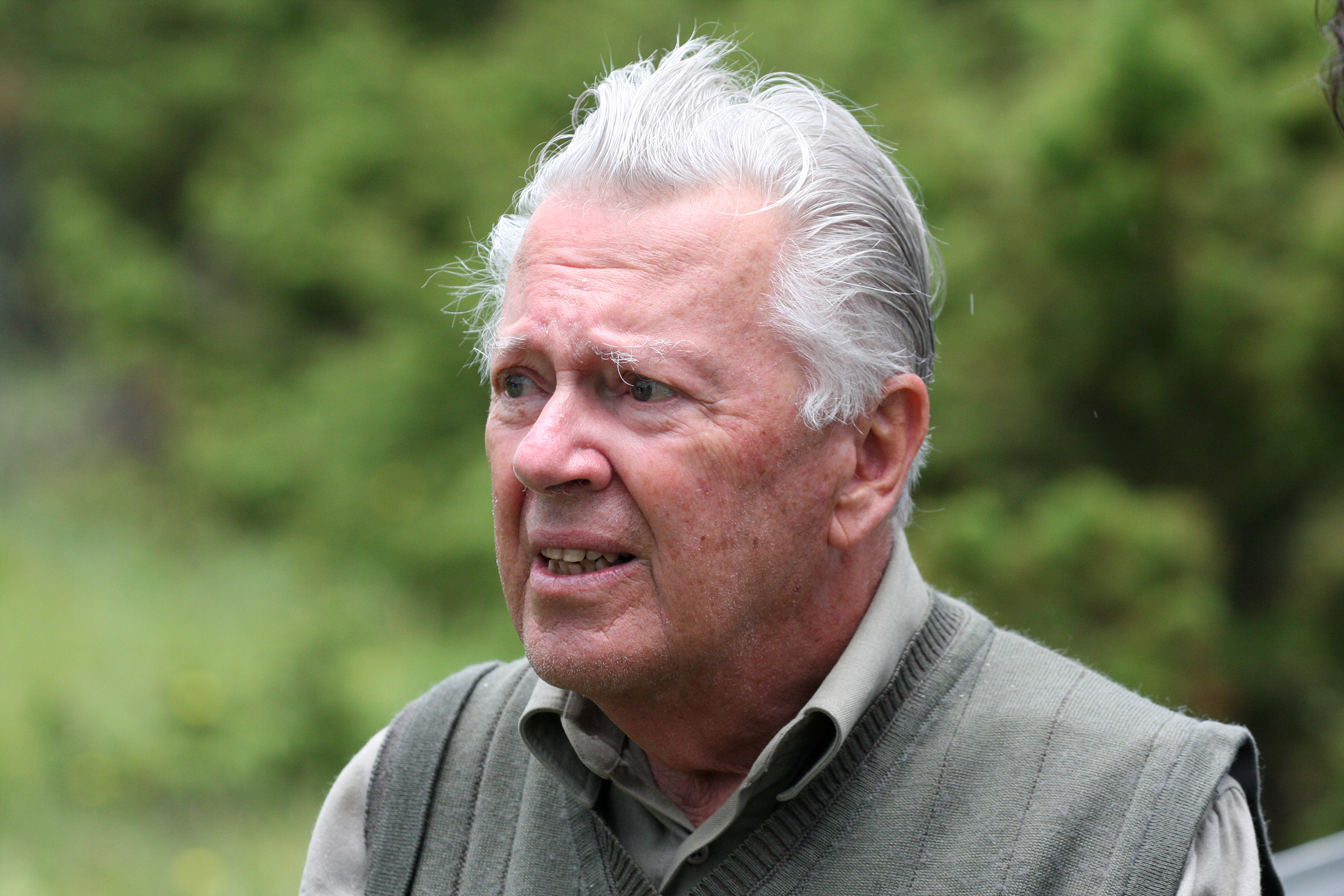
Heinz Habeler, 2012

Heinz Habeler (* 1933 in Wiener Neustadt; † 2. Jänner 2017 in Graz) war ein österreichischer Techniker und Lepidopterologe.

## Leben
Habeler kam bereits im Alter von 12 Jahren durch seinen Vater in Kontakt mit Schmetterlingen. Bereits 1948 verfasste er wissenschaftlich verwertbare Aufzeichnungen von Schmetterlingen. Von etwa 1970 bis 1980 war er technischer Abteilungsleiter und Leiter der Fachgruppe für Entomologie im Naturwissenschaftlichen Verein der Steiermark. Er war faunistisch in Thesprotia (Griechenland), auf Krk (Kroatien), in der Ost- und Weststeiermark sowie in der Bad Mitterndorf-Enns-Region tätig. Er verfasste etwa 70 steiermarkbezogene und weitere 92 Publikationen über Schmetterlinge sowie einige weitere als Koautor. Er war Korrespondent des Landesmuseums Joanneum. Er erhielt den Theodor-Körner-Preis durch Bundespräsident Franz Jonas.
Habelers Schmetterlingssammlung umfasst etwa 56.000 Belegexemplare mit 3670 Arten. Ungefähr 200 Landesneufunde für die Steiermark, Slowenien, Kroatien und Griechenland werden ihm zugerechnet. Er war Ersteller des Datenbanksystems LEPIDAT, in dem er zirka 580.000 Funddaten von Schmetterlingen, davon etwa 166.000 eigene Funde, verwaltete. Er verwaltete auch ein umfangreiches Fotoarchiv mit Lebensraum- und Lebendbildern von Schmetterlingen.